# كلاوس فون بيسمارك
كلاوس فون بيسمارك (بالألمانية: Klaus von Bismarck) (و. 1912 – 1997 م) هو صحفي، وكاتب ألماني، توفي في هامبورغ، عن عمر يناهز 85 عاماً.

## التعليم
تعلم في Friderico-Francisceum ‏
.

## جوائز
حصل على جوائز منها:
- وسام الصليب الأكبر من رتبة استحقاق من جمهورية ألمانيا الاتحادية
- Knight's Cross of the Iron Cross with Oak Leaves  [لغات أخرى]‏

## روابط خارجية
- كلاوس فون بيسمارك على موقع مونزينجر (الألمانية)